# Eilís Dillonová
Eilís Dillon(ová) (7. března 1920, Galway – 19. července 1994, Dublin) byla irská spisovatelka, autorka knih pro děti a mládež, ale také detektivních románů i románů pro dospělé čtenáře.

## Život
Eilís Dillonová pocházela z rodiny profesora chemie na University College v Galway. Její matka byla sestrou básníka Josepha Plunketta (1887–1916) popraveného za účast ve Velikonočním povstání v roce 1916, kdy se stal jedním ze sedmi signatářů proklamace nezávislosti Irské republiky.
Vzdělání získala Eilís Dillonová v klášteře voršilek v Sligo a pak krátce pracovala v oblasti veřejného stravování v Dublinu. V roce 1940 se provdala za o sedmnáct let staršího Cormaca Ó Cuilleanáina, akademika z University College v Corku, se kterým měla tři děti: básnířku a profesorku na Trinity College v Dublinu Eilean Ní Chuilleanáinovou (1942), Cormaca Ó Cuilleanáina (1950), rovněž profesora na Trinity College, který píše kriminální romány jako Cormac Millar a ještě dceru Máire.
Koncem čtyřicátých let začala psát dětské knihy, nejprve v irštině a později anglicky a roku 1950 vydala svou první anglickou knihu Midsummer Magic. Hlavními hrdiny jejích knih z tohoto období jsou dospívající chlapci, kteří zkoušejí svou vynalézavost a odvahu. Později se začala v jejích dílech prosazovat spletitost lidských vztahů a hlavními postavami se staly dívky. Také napsala tři detektivní příběhy a osm románů pro dospělé čtenáře. Celkem napsala padesát knih a její práce byly přeloženy do čtrnácti jazyků).
Roku 1960 odešel její manžel ze zdravotních důvodů do předčasného důchodu a rodina se odstěhovala do Říma. Po smrti manžela roku 1970 se Eilís roku 1974 znovu provdala za Vivianta Merciera (1919–1989), profesora angličtiny na University of Colorado v Boulderu. Když byl její manžel jmenován profesorem na University of California v Santa Barbaře, přestěhovala se s ním do Kalifornie.
Její druhý manžel zemřel roku 1989 a roku 1990 zemřela její dcera Máire, která byla houslistkou v Londýnském filharmonickém orchestru. Přes tyto rány osudu Eilís stále pokračovala v psaní a také redigovala posmrtné vydání knihy svého manžela Modern Irish Literature: Sources and Founders (1994). Zemřela roku 1994 a je pochována vedle svého druhého manžela v jeho rodném městě Clara.

## Dílo

### Knihy v irštině
Jde o příběhy králíků, myší, lasiček a dalších zvířátek pro nejmenší čtenáře.
- An Choill Bheo (1948),
- Oscar agus an Cóiste sé nEasóg (1952),
- Ceol na Coille (1955).

### Knihy pro děti
- Midsummer Magic (1950), autorčina první kniha v angličtině určená starším dětem.
- The Wild Little House (1955, Divoký domeček), pro nejmenší čtenáře.
- Plover Hill (1957), pro starší děti.
- Aunt Bedelia's Cats (1958), pro starší děti.
- King Big-Ears (1961), pro nejmenší čtenáře.
- The Cats' Opera (1962), pro nejmenší čtenáře.
- A Pony and Trap (1962), pro starší děti.
- A Family of Foxes (1964), pro starší děti.
- The Sea Wall (1965), pro starší děti.
- The Lion Club (1966), pro starší děti.
- The Road to Dunmore (1966), pro starší děti.
- The Key (1967, Klíč), pro starší děti.
- Under the Orange Grove (1968), pro starší děti.
- The Voyage of Mael Dúin (1968), pro starší děti.
- The Wise Man on the Mountain  (1969, Mudrc na hoře), pro nejmenší čtenáře.
- The King's Room (1970, Králův pokoj), pro starší děti.
- The Five Hundred (1972), pro starší děti.
- Down in the World  (1983), pro starší děti.
- The Horse-Fancier (1985), pro nejmenší čtenáře.

### Knihy pro mládež
- The Lost Island (1952, Ztracený ostrov), román o hledání tajemného ostrova, na kterém zmizel otec hlavního hrdiny.
- The San Sebastian (1953), román o tajemství opuštěné lodi.
- The House on the Shore (1955, Dům na pobřeží), Jim se snaží rozluštit záhadu zmizelého strýce, jehož dům nalezne opuštěný.
- The Island of Horses (1956, Ostrov divokých koní), dobrodružný román vyprávějící o dvou chlapcích, kteří navštíví neobydlený a strašidelnými pověstmi opředený ostrov, o kterém slýchali z babiččina vyprávění
- The Singing Cave (1959, Zpívající jeskyně), příběh o jeskyni skrývající vikinskou loď s pokladem.
- The Fort of Gold (1961, Pevnost zlata), tři chlapci prožijí nebezpečné dobrodružství, když objeví španělské zlato uložené na jejich ostrově před staletími.
- The Coriander (1963), ostrované zachrání z vraku lodi 'The Coriander lékaře, kterého by si chtěli na ostrově ponechat.
- The Cruise of the Santa Maria (1967, Plavba na lodi Santa Maria), dva chlapci se snaží vyvrátit mínění, že jejich nově postavená loď je prokletá.
- The Seals (1968, Pečetě), román z období irské války za nezávislost.
- A Herd of Deer (1969, Stádo jelenů), román o snaze zjistit, proč se ze stáda jelenů ztrácejí zvířata.
- Living in Imperial Rome (1974, Život v císařském Římě), rekonstrukce každodenního života ve starověku.
- The Shadow of Vesuvius (1977, Stín Vesuvu), historický román z období zkázy Pompejí.
- The Seekers (1986, Hledači), historický román z období Otců poutníků
- The Island of Ghosts (1989, Ostrov duchů), příběh dvou chlapců unesených na odlehlý ostrov u západního pobřeží Irska, které se vydaly hledat jejich dvě sestry.
- Children of Bach (1992, Bachovy děti), dramatický příběh čtyř židovských dětí, které prchají z nacisty okupovaného Maďarska.

### Detektivní příběhy
- Death at Crane's Court (1953).
- Sent to his Account  (1954, Posláno na jeho účet).
- Death in the Quadrangle  (1956, Smrt v čtyřúhelníku).

### Romány pro dospělé čtenáře
- The Bitter Glass (1958), román z irské občanské války.
- The Head of the Family (1960, Hlava rodiny), psychologický román.
- Bold John Henebry  (1965), příběh irského dobrodruha a vlastence.
- Across the Bitter Sea (1973), autorčin nejúspěšnější historický román z období velkého irského hladomoru.
- Blood Relations  (1978), pokračování Across the Bitter Sea.
- Wild Geese (1980, Divoké husy), historický román z 18. století.
- Citizen Burke (1984, Občan Burke), příběh irského katolického kněze v porevoluční Francii.
- The Interloper (1987), příběh z irské občanské války.

### Ostatní práce
- Manna (1960), rozhlasová hra
- A Page of History (1966), divadelní hra
- Inside Ireland  (1982)

### Redigované knihy
- The Hamish Hamilton Book of Wise Animals (1975)
- The Lucky Bag: Classic Irish Children's Stories (1985)
- Modern Irish Literature: Sources and Founders (1994), autor Vivian Mercier

## Ocenění
- 1991 – Bisto Book of the Year Awards (ocenění udělované každoročně v Irské republice spisovatelům a ilustrátorům knih pro děti a mládež) za román Ostrov duchů.[6]
- 1992 – čestný doktorát na University College v Corku.
- Od roku 1995 je na počest spisovatelky udělována cena za první dětskou knihu (Éilís Dillon Award for a First Children's Book).[7]

## Česká vydání
- Ostrov divokých koní, Albatros, Praha 1971, přeložila Jitka Minaříková